# Tsai-Fan Yu
Tsai-Fan Yu (en chino, 郁采蘩; pinyin, Yù Cǎifán; Wade-Giles, Yü Ts'ai-fan, 1911-2 de marzo de 2007) fue una médica e investigadora chino-estadounidense y la primera mujer en ser nombrada profesora titular en la Escuela de Medicina Mount Sinai. Yu ayudó a desarrollar una explicación de la causa de la gota y experimentó con los primeros medicamentos para tratar la enfermedad que todavía se usan en la actualidad.

## Primeros años y educación
Yu nació en Shanghái, China en 1911. A los 13 años, su madre murió y su padre tuvo tres trabajos para ayudar a mantener sus ambiciones educativas. Como estudiante de segundo año en el Ginling College en China, Yu fue admitida en el Peking Union Medical College con una beca completa y recibió su título de médico con los más altos honores en 1939. Ese mismo año, Yu se convirtió en Jefe de Residentes de Medicina Interna en el Peking Union Medical College.

## Carrera e investigación
Mientras estuvo en China, Yu investigó las diversas enfermedades que se encuentran en las frutas cítricas y los frijoles. Yu llegó a Nueva York en 1947 y se convirtió en ciudadana estadounidense en 1950. Enseñó en el Colegio de Médicos y Cirujanos de la Universidad de Columbia hasta que se unió al personal docente del Centro Médico Mount Sinai en 1957, donde pasaría el resto de su carrera. En 1973, Yu se convirtió en la primera mujer en ser nombrada profesora titular en el Hospital Mount Sinai, uno de los hospitales universitarios más grandes y antiguos de los Estados Unidos.

### Causas de la gota
Yu realizó una extensa investigación que fue financiada continuamente por los Institutos Nacionales de Salud durante 26 años. Comenzó a estudiar la función renal en diversas enfermedades como la enfermedad de Wilson antes de centrar su investigación en la gota en Mount Sinai. Yu ayudó a establecer una comprensión de la relación metabólica entre los niveles elevados de ácido úrico y el dolor que experimentan los pacientes con gota. Su objetivo era clasificar y determinar las diferencias entre las diversas formas de gota, como la artritis gotosa aguda y la gota tofácea crónica. Yu también estudió el efecto que tienen otras afecciones relacionadas con la medicación sobre la presentación de la gota. Encontró que aproximadamente la mitad de los pacientes con gota tienen otras afecciones relacionadas con la medicación, como hipertensión, proteinuria, diabetes e hiperlipidemia.

### Tratamiento de la gota
A partir de la década de 1950, Yu desarrolló medicamentos que han demostrado su eficacia para tratar la gota. Además, Yu y su colega Alexander B. Gutman ayudaron a establecer una clínica innovadora en Mount Sinai para el tratamiento de la gota, una de las primeras clínicas de gota en los Estados Unidos en Mount Sinai. Yu estudió el probenecid, un fármaco uricosúrico que provoca la eliminación del exceso de ácido úrico al excretarse con la orina. Más tarde, realizó un estudio de cinco años que se publicó en 1961 en el que descubrió la colchicina, un fármaco antiinflamatorio que previene los ataques recurrentes de gota aguda. En 1953, Yu realizó una investigación sobre la fenilbutazona como tratamiento para varios trastornos artríticos, uno de los cuales es la artritis gotosa aguda. Ella y sus colegas encontraron que las inyecciones de fenilbutazona conducen a un aclaramiento de urato significativamente mayor y una excreción más eficiente, lo que lo hace exitoso en el tratamiento de la gota aguda. En la década de 1960, Yu desarrolló más estudios sobre los mecanismos de la gota y pronto descubrió el alopurinol, un fármaco que ayuda a prevenir la formación de ácido úrico y se utiliza para tratar la gota y los cálculos renales. En 1980, estudió el carprofeno y su efecto sobre la excreción urinaria. Encontró que era eficaz para tratar la artritis gotosa aguda y recomendó ensayos adicionales. Mientras estaba en el Hospital Mount Sinai, Yu ayudó a establecer una de las primeras pruebas de laboratorio sistematizadas para diagnosticar la artritis reumatoide.
En 1972, Yu fue coautora y publicó Gout and Uric Acid Metabolism y en 1982 publicó el libro The Kidney in Gout and Hyperuricemia.

## Premios y honores
A los 81 años, Yu se jubiló como la primera profesora en el Hospital Mount Sinai con estatus de profesora emérita en 1992. Recibió el premio Distinguished Career Achievement Award del Mount Sinai Medical Center. También recibió el premio Máster de la Asociación Estadounidense de Reumatología por su trabajo en el diagnóstico de la artritis reumatoide. En 2004, la Fundación Tsai-Fan Yu se estableció como una corporación filantrópica sin fines de lucro. A lo largo de su carrera, trabajó con más de 4000 pacientes con gota en una de las consultas más grandes centradas en la gota. También publicó 220 artículos en revistas científicas y es conocida por su capacidad para traducir la investigación de laboratorio en un tratamiento eficaz para los pacientes. Es tía de Hua Eleanor Yu, profesora de inmunoterapia tumoral y ganadora del Premio de Investigación Humboldt. Yu murió a los 95 años en marzo de 2007 debido a complicaciones respiratorias en Mount Sinai Medical Center en Manhattan.